# PSA World Tour Finals der Damen 2019/20
Die PSA World Tour Finals der Damen 2019/20 fanden vom 28. September bis 3. Oktober 2020 in der ägyptischen Hauptstadt Kairo statt. Die 14. Austragung des Saisonabschlussturniers war Teil der PSA World Tour der Damen 2019/20 und mit 185.000 US-Dollar dotiert. Ursprünglich sollte das Turnier im Juni 2020 stattfinden, wurde aber aufgrund der COVID-19-Pandemie verschoben. Parallel fand das Saisonabschlussturnier der Herren statt.
Vorjahressiegerin Raneem El Weleily beendete wenige Monate vor Turnierbeginn ihre Karriere. Die Weltranglistenführende Nouran Gohar kam nicht über die Gruppenphase hinaus, während die amtierende Weltmeisterin Nour El Sherbini im Halbfinale Nour El Tayeb in drei Sätzen unterlag. El Tayeb traf im Endspiel auf Hania El Hammamy, die in ihrem Halbfinale gegen Joelle King in drei Sätzen gewann. Mit 11:9 und 11:9 ging El Tayeb zunächst in Führung, ehe El Hammamy mit 11:9 und 11:4 ausglich und die Partie schließlich mit 11:3 gewann. Es war bei ihrer ersten Teilnahme am Finalturnier sogleich ihr erster Titelgewinn bei diesem.

## Qualifikation und Modus
Weltmeisterin Nour El Sherbini war direkt qualifiziert, ebenso die Gewinnerinnen aller Turniere der Kategorie PSA World Tour Platinum der Saison 2019/20. Alle Plätze, die durch mehrfache Titelträger übrig blieben, gingen an die nächste Spielerin in der Punkterangliste. Qualifizierte Spielerinnen sind fett markiert.
| #  | Spielerin           | Punkte | Turniere | Platinum-Siege |
| -- | ------------------- | ------ | -------- | -------------- |
| 1  | Nour El Sherbini    | 9.545  | 4        | 1              |
| 2  | Raneem El Weleily 1 | 9.250  | 7        |                |
| 3  | Nour El Tayeb       | 8.700  | 9        |                |
| 4  | Nouran Gohar        | 8.205  | 7        | 1              |
| 5  | Camille Serme       | 7.990  | 8        | 1              |
| 6  | Hania El Hammamy    | 6.790  | 8        | 1              |
| 7  | Sarah-Jane Perry    | 6.400  | 9        |                |
| 8  | Amanda Sobhy        | 4.693  | 9        |                |
| 9  | Joelle King         | 4.350  | 9        |                |
| 10 | Salma Hany          | 3.255  | 9        |                |
| 11 | Olivia Clyne        | 3.160  | 9        |                |
| 12 | Joshna Chinappa     | 2.975  | 8        |                |
| 13 | Yathreb Adel        | 2.675  | 7        |                |
| 14 | Rowan Elaraby       | 2.515  | 6        |                |
| 15 | Nadine Shahin       | 2.353  | 8        |                |
| 16 | Nele Gilis          | 2.348  | 9        |                |

 1 Raneem El Weleily beendete Ende Juni 2020 ihre Karriere.
Die Vorrunde wurde in zwei Gruppen mit je vier Spielerinnen im Best-of-three-Format ausgetragen. Für einen 2:0-Sieg wurden vier Punkte, für einen 2:1-Sieg drei Punkte und für eine 1:2-Niederlage ein Punkt vergeben. Bei Punktgleichheit entschied der direkte Vergleich. Waren drei oder mehr Spielerinnen am Ende punktgleich, zählte das Verhältnis der gewonnenen Einzelpunkte. Die Gruppensiegerinnen und -zweiten zogen ins Halbfinale ein, das ebenfalls im Best-of-three-Format gespielt wurde. Das Finale wurde über drei Gewinnsätze ausgetragen.

## Preisgelder und Weltranglistenpunkte
Bei dem Turnier wurden die folgenden Preisgelder und Weltranglistenpunkte für das Erreichen der jeweiligen Runde ausgezahlt bzw. gutgeschrieben. Die Beträge sind nicht kumulativ zu verstehen. Das Gesamtpreisgeld betrug 185.000 US-Dollar.
| Runde          | Preisgeld |
| -------------- | --------- |
| Sieg           | 52.725 $  |
| Finale         | 35.150 $  |
| Halbfinale     | 21.969 $  |
| Gruppendritter | 13.181 $  |
| Gruppenvierter | 8.788 $   |

| Runde                 | Punkte   |
| --------------------- | -------- |
| Sieg                  | + 1000 1 |
| Finale                | + 550    |
| Halbfinale            | + 200    |
| Gruppenphase pro Sieg | + 150    |

 1 Sollte die Gewinnerin ungeschlagen bleiben, erhält sie einen Bonus von zusätzlichen 150 Punkten.

## Finalrunde

### Gruppenphase

#### Gruppe A

##### Tabelle
| Pos. | Setzliste | Spielerin        | Spiele | Sätze | EP    | Punkte |
| ---- | --------- | ---------------- | ------ | ----- | ----- | ------ |
| 1    | 1         | Nour El Sherbini | 3:0    | 6:0   | 67:40 | 12     |
| 2    | 8         | Joelle King      | 2:1    | 4:3   | 66:67 | 7      |
| 3    | 3         | Nouran Gohar     | 1:2    | 2:4   | 53:62 | 4      |
| 4    | 6         | Sarah-Jane Perry | 0:3    | 1:6   | 62:79 | 1      |

##### Ergebnisse
| Spielerin        | Spielerin        | Ergebnis          |
| ---------------- | ---------------- | ----------------- |
| Nour El Sherbini | Joelle King      | 11:9, 11:1        |
| Nouran Gohar     | Sarah-Jane Perry | 11:7, 12:10       |
| Nour El Sherbini | Nouran Gohar     | 11:6, 11:7        |
| Sarah-Jane Perry | Joelle King      | 7:11, 13:11, 8:11 |
| Nour El Sherbini | Sarah-Jane Perry | 11:7, 12:10       |
| Nouran Gohar     | Joelle King      | 10:12, 7:11       |

#### Gruppe B

##### Tabelle
| Pos. | Setzliste | Spielerin        | Spiele | Sätze | EP    | Punkte |
| ---- | --------- | ---------------- | ------ | ----- | ----- | ------ |
| 1    | 5         | Hania El Hammamy | 2:1    | 5:3   | 76:76 | 8      |
| 2    | 2         | Nour El Tayeb    | 2:1    | 4:3   | 65:51 | 7      |
| 3    | 4         | Camille Serme    | 1:2    | 3:4   | 64:67 | 5      |
| 4    | 7         | Amanda Sobhy     | 1:2    | 2:4   | 50:59 | 4      |

##### Ergebnisse
| Spielerin        | Spielerin        | Ergebnis          |
| ---------------- | ---------------- | ----------------- |
| Nour El Tayeb    | Amanda Sobhy     | 11:5, 11:5        |
| Camille Serme    | Hania El Hammamy | 11:9, 10:12, 7:11 |
| Nour El Tayeb    | Camille Serme    | 8:11, 5:11        |
| Hania El Hammamy | Amanda Sobhy     | 12:10, 11:8       |
| Nour El Tayeb    | Hania El Hammamy | 8:11, 11:3, 11:7  |
| Camille Serme    | Amanda Sobhy     | 9:11, 5:11        |

### Halbfinale
| Spielerin        | Spielerin     | Ergebnis          |
| ---------------- | ------------- | ----------------- |
| Nour El Sherbini | Nour El Tayeb | 11:5, 6:11, 3:11  |
| Hania El Hammamy | Joelle King   | 18:20, 11:8, 11:2 |

### Finale
| Spielerin     | Spielerin        | Ergebnis                     |
| ------------- | ---------------- | ---------------------------- |
| Nour El Tayeb | Hania El Hammamy | 11:9, 11:9, 9:11, 4:11, 3:11 |